# Carlo Silipo
Carlo Silipo (Napoli, 10 settembre 1971) è un ex pallanuotista e allenatore di pallanuoto italiano, tecnico del Setterosa.

## Biografia
È stato per molti anni un simbolo della pallanuoto italiana e in particolare di quella posillipina, è stato capitano sia del Circolo Nautico Posillipo che della nazionale.
Il suo ruolo è stato quello di difensore con in più buone doti realizzative. Terminata la carriera di giocatore, dal 2007 al 2012 ha preso il posto di Paolo De Crescenzo come allenatore sulla panchina rossoverde.
Nel 2009 è allenatore della nazionale maschile universitaria.
Nel 2014 è stato introdotto nella International Swimming Hall of Fame (ISHOF).
Dopo una lunga trafila nelle nazionali giovanili (nel 2019 conquista la medaglia di bronzo ai mondiali under 20 in Kuwait), nel 2020 è tra i fondatori del Napoli Nuoto e consulente del Club Acquatico Pescara. Nel 2021 diventa commissario tecnico della nazionale femminile dopo essere stato per un breve periodo allenatore della nazionale svizzera.

## Statistiche da giocatore
In campionato con il Posillipo e con la Canottieri Napoli:
- presenze in campionato: 348
- goal in campionato: 461
- presenze nelle coppe europee: 105
- goal nelle coppe europee: 104
- presenze in Coppa Italia: 9
- goal in Coppa Italia: 9
- presenze totali: 462
- goal totali: 574

In nazionale:
- presenze: 482  (record)

## Palmarès

### Giocatore

#### Club
- Campionato italiano: 7

Canottieri Napoli: 1989-90
Posillipo: 1993-94, 1994-95, 1995-96, 1999-00, 2000-01, 2003-04
- Eurolega: 3

Posillipo: 1996-97, 1997-98, 2004-05
- Coppa delle Coppe: 1

Posillipo: 2002-03
- Supercoppa LEN: 1

Posillipo: 2005

#### Nazionale
- Olimpiadi

Barcellona 1992: 
Atlanta 1996: 
- Mondiali

Roma 1994: 
Fukuoka 2001: 
Barcellona 2003: 
- Europei

Sheffield 1993 : 
Vienna 1995: 
Firenze 1999: 
Budapest 2001: 
- Coppa del Mondo

Atene 1993: 
Atlanta 1995: 
Sydney 1999: 
- World League

New York 2003: 
- Giochi del Mediterraneo

Atene 1991: 
Linguadoca-Rossiglione 1993: 

### Allenatore

#### Nazionale (femminile)
- Mondiali

Fukuoka 2023: 
- Europei

Spalato 2022: 